# Miroslav Blažević
Miroslav "Ćiro" Blažević, escuchaⓘ (en IPA: ˈmirɔslaːʋ ˈɕiːrɔ ˈblaːʒɛʋitɕˈ; Travnik, 10 de febrero de 1935-Zagreb, 8 de febrero de 2023) fue un futbolista y entrenador croata de origen yugoslavo. 
Logró su mayor éxito como entrenador de la Selección de Croacia, alcanzando el tercer lugar en la Mundial de Francia de 1998. Se hizo cargo de la selección de Bosnia-Herzegovina el 10 de julio de 2008. Fue entrenador de la Bosnia-Herzegovina hasta 2009.

## Trayectoria como jugador
- FK Sarajevo (RS de Bosnia-Herzegovina)
- HNK Rijeka (RS de Croacia)
- Dinamo Zagreb (RS de Croacia)
- FC Moutier
- Vevey-Sports
- FC Sion

## Trayectoria como entrenador
- 1968 - 1971:  Vevey-Sports
- 1971 - 1976:  FC Sion
- 1976 - 1979:  Lausanne-Sports
- 1976 - 1976: Seleccionador de Suiza
- 1980 - 1981:  HNK Rijeka (RS de Croacia)
- 1981 - 1983:  Dinamo Zagreb (RS de Croacia)
- 1983 - 1985:  Grasshopper Zürich
- 1985 - 1985:  KF Prishtina (Kosovo)
- 1985 - 1988:  Dinamo Zagreb (RS de Croacia)
- 1988 - 1991:  FC Nantes
- 1991 - 1993:  PAOK Salónica
- 1993 - 1994:  Dinamo Zagreb
- 1994 - 2000: Seleccionador de Croacia
- 2001 - 2002: Seleccionador de Irán
- 2002 - 2003:  Dinamo Zagreb
- 2003 - 2003:  NK Mura Murska Sobota
- 2003 - 2004:  Hajduk Split
- 2005 - 2006:  Neuchâtel Xamax
- 2006 - 2008:  NK Zagreb
- 2008 - 2009: Seleccionador de Bosnia-Herzegovina
- 2010 -:  Shanghai Shenhua Football Club
- 2010 - 2011:  Selección Sub-23 de China
- 2011 - 2012:  Mes Kerman
- 2012 - 2013:  NK Zagreb
- 2014:  FK Sloboda Tuzla
- 2014:  NK Zadar

## Palmarés
- 1974: Copa Suiza (Sion)
- 1982: Primera Liga de Yugoslavia
- 1983: Copa de Yugoslavia
- 1984: Super Liga Suiza (Grasshoppers)
- Campeonato de Croacia (1993, 2003)
- Campeón de la Copa de Croacia 1994
- Medalla de bronce en el Mundial de Francia de 1998

## Política
Miroslav Blažević fue miembro de la HDZ pero nunca estuvo de acuerdo con su nuevo presidente, Ivo Sanader, y su orientación pro-europeísta. Se presentó como candidato independiente a las Elecciones Presidenciales de Croacia de 2005 obteniendo un 0,80% de los votos.